# Guajirolus nanus
Guajirolus nanus är en dagsländeart som beskrevs av Lugo-ortiz och Mccafferty 1995. Guajirolus nanus ingår i släktet Guajirolus och familjen ådagsländor. Inga underarter finns listade i Catalogue of Life.